# El descendimiento de la cruz (Rubens, 1600-1602)
Para la pintura de este artista del mismo título que está en la Catedral de Amberes, véase Descendimiento de Cristo (Rubens).

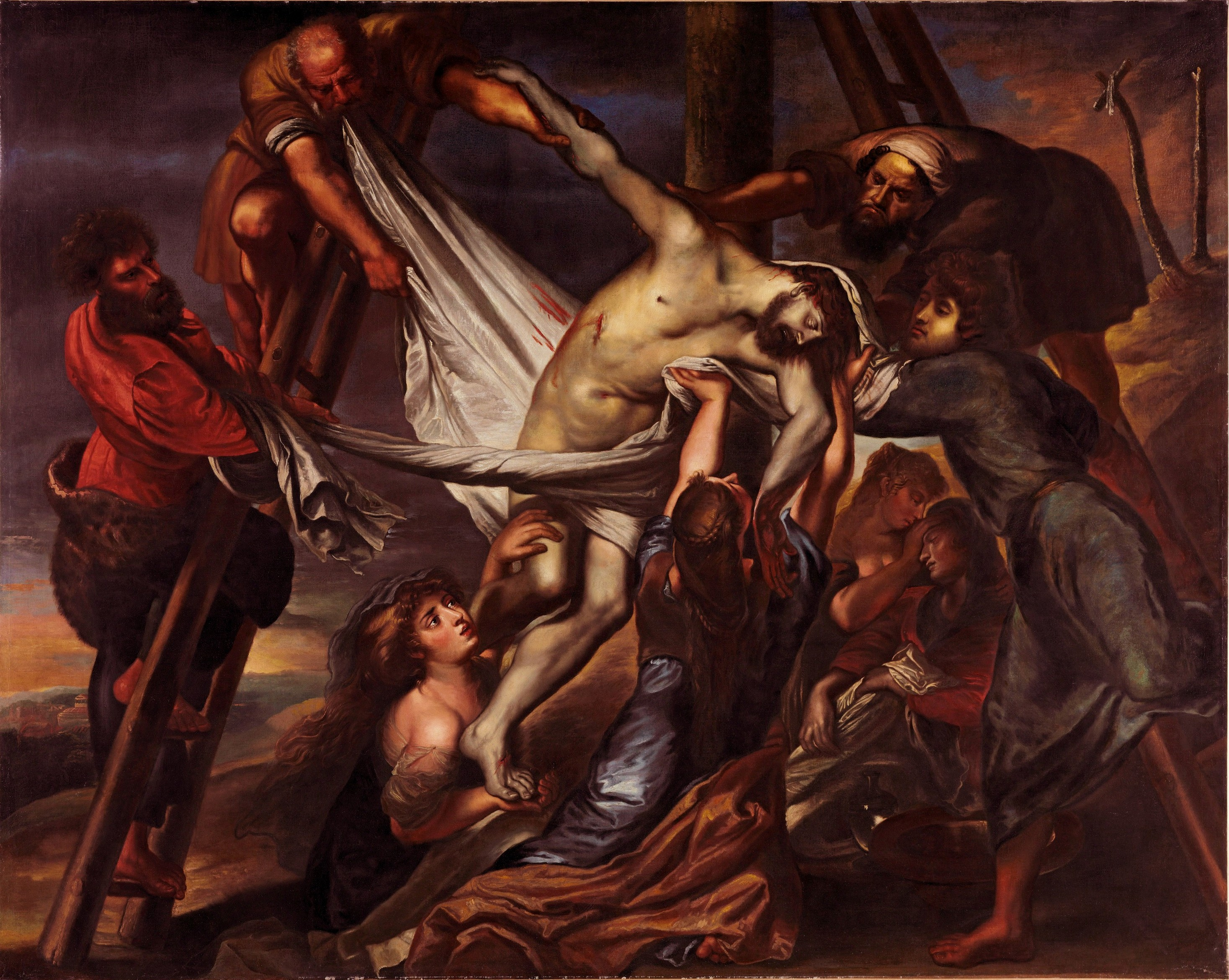
Peter Paul Rubens, Descendimiento de la cruz (1600-1602), 203x257cm, Museo Siegerland, Siegen, Oberes Schloss

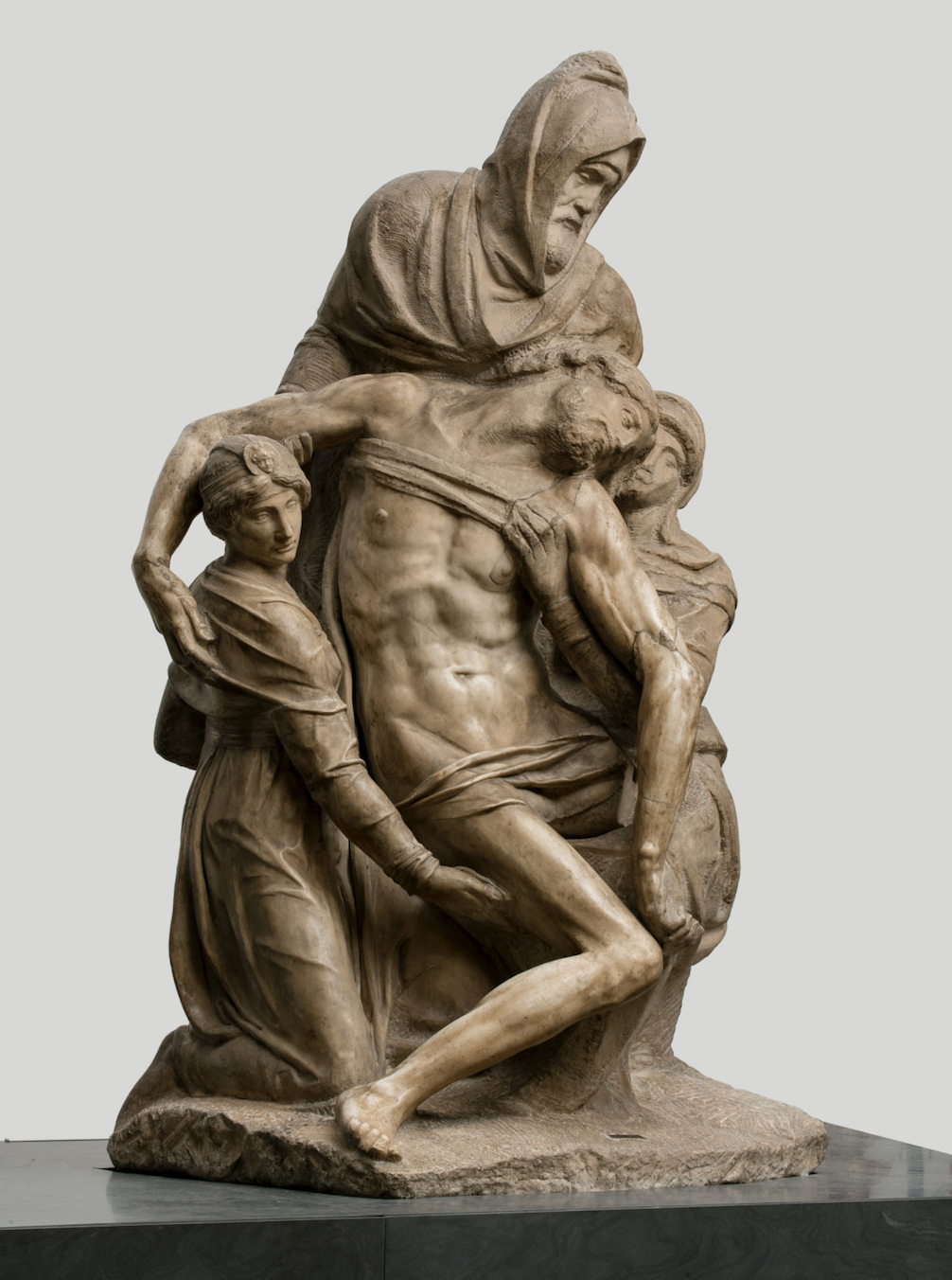
Michelangelo Pieta Bandini, Florencia

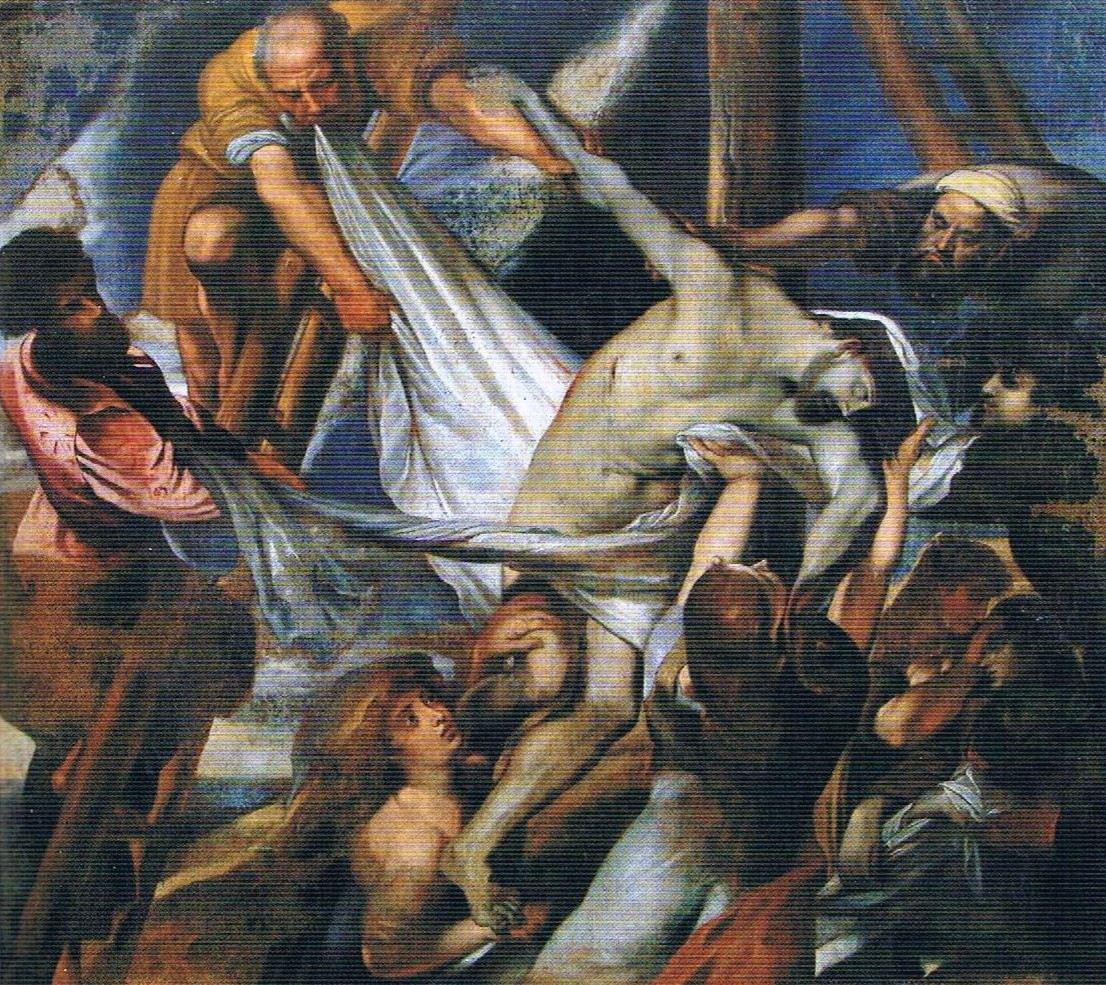
Francesco Marcoleoni, copia del Descendimiento de la cruz (1611), 127x143cm

El descendimiento de la cruz es una pintura de Peter Paul Rubens realizada en 1600-1602 como su primer gran trabajo encargado para la capilla privada de Leonor de Médici Gonzaga (1567-1611), duquesa de Mantua. El descubridor de la pintura fue el historiador de arte Prof. Justus Müller-Hofstede. Su tema de especialización son los primeros Rubens.

## Descripción
El retablo de gran tamaño revoluciona las pinturas habituales del Descendimiento de Jesús desde la Cruz del Cinquecento y absorbe la idea de la santa Eucaristía: la dama arrodillada en primer plano como una encarnación simbólica de la duquesa que recibe el Cuerpo de Cristo como un amante para la cena (cf. John 6:54-59 ). Estilísticamente, la pintura es comparable a otra obra temprana creada aproximadamente al mismo tiempo: "La Elevación de la Cruz" para la capilla de la basílica de la Santa Cruz de Jerusalén, que ofrece la misma perspectiva al grupo de mujeres de luto.

## Historia
Rubens conoció el descendimiento de la cruz (pieta bandini) de Miguel Ángel, ya fuera por un grabado de Cherubino Alberti o porque vio la pieta personificada en Roma. Comprometido con la duquesa de Mantua, Leonor Gonzaga, Rubens se unió a un concurso (paragone) con el escultor y creó una nueva composición. Rubens realizó el trabajo por encargo de la duquesa Eleonora de Medici en Mantua con las dimensiones de un retablo. Que Rubens fue el creador de la pintura está comprobado archivísticamente desde que fue copiada por el pintor de la corte Francesco Marcoleoni en 1611 (después de la muerte de la duquesa) para la iglesia Santa Maria Assunta en Susano. 
El texto histórico describe la copia de Marcoleoni y la referencia original de Rubens de la siguiente manera: [. . . ] Un Christo che togliono di croce, che coppiò messer Francesco Marco Leone che viene da Pietro Paolo Fiamingo, et è originale nella capella di Santa Croce di sopra in Corte [. . . ]
Después de los primeros borradores ( Museo del Hermitage, San Petersburgo ), Rubens se dedicó también en períodos posteriores a esta misma idea del Descendimiento de la Cruz, entre estos trabajos se encuentran los famosos trípticos el Descendimiento de Cristo (Rubens) en Amberes, el Descendimiento de la Cruz en Lille, en San Petersburgo (Rusia) y en Arras (1610).

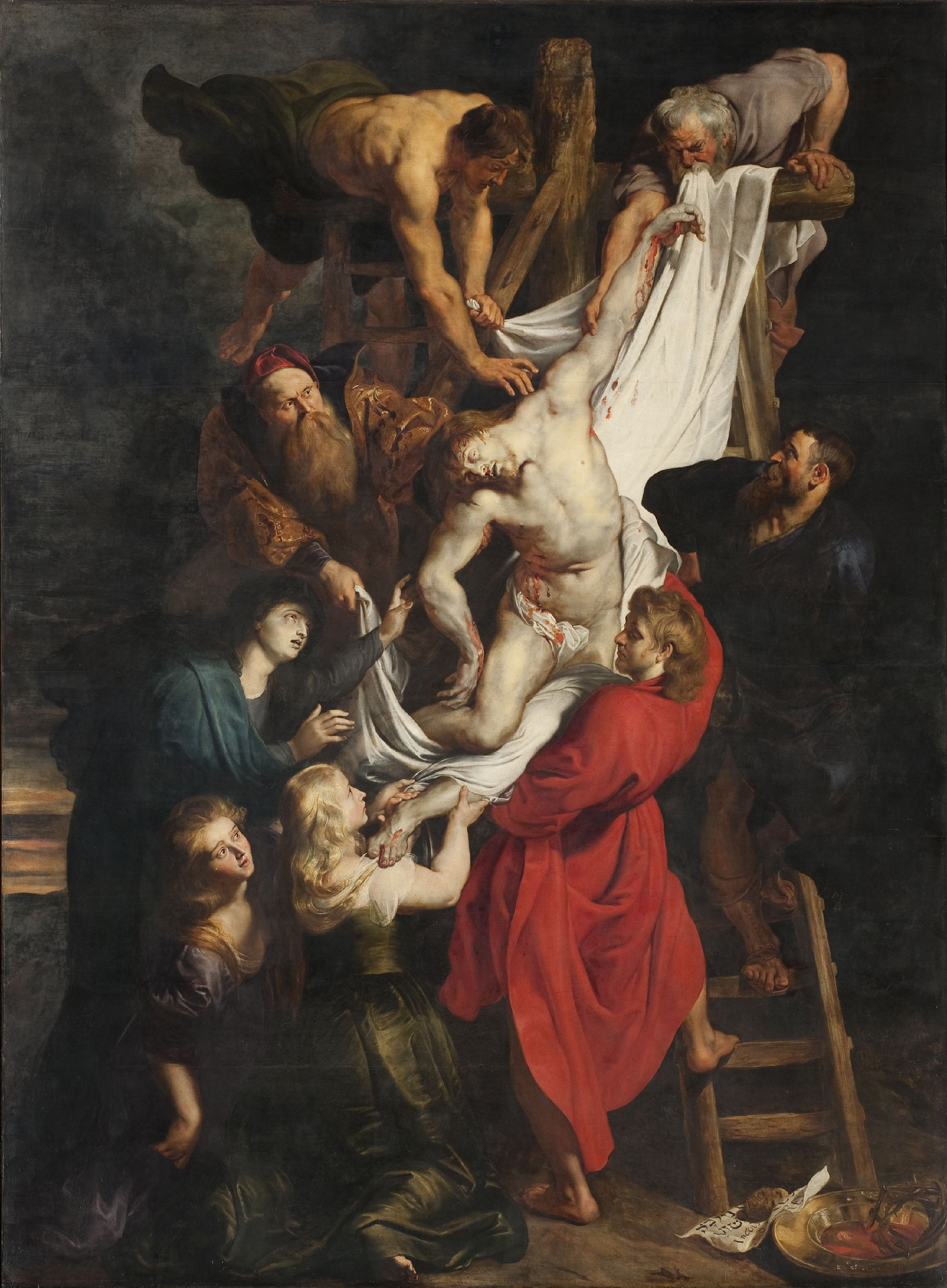
Antwerp, Catedral de Nuestra Señora (1612)
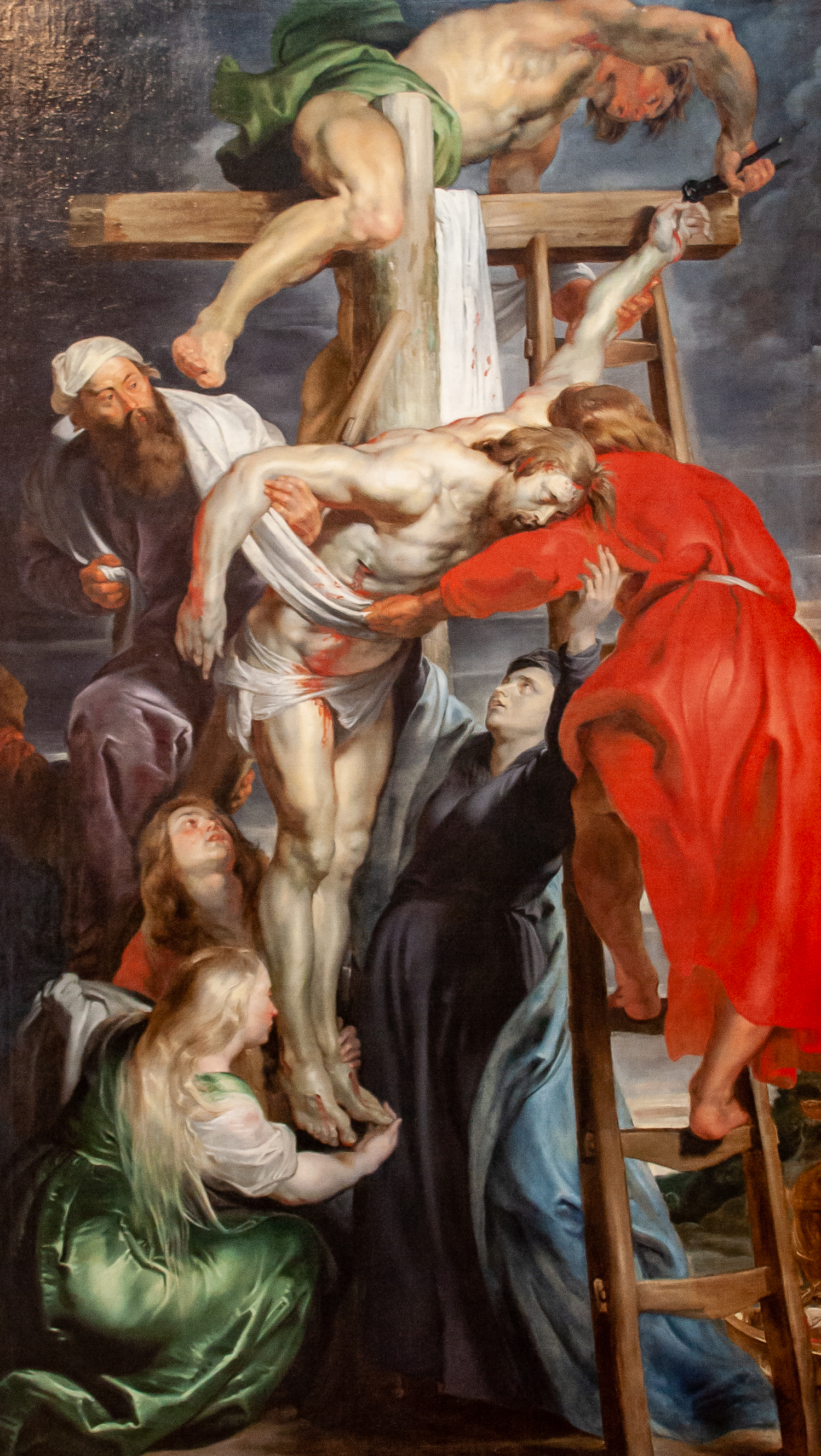
Museo de Valenciennes (1614–1615)
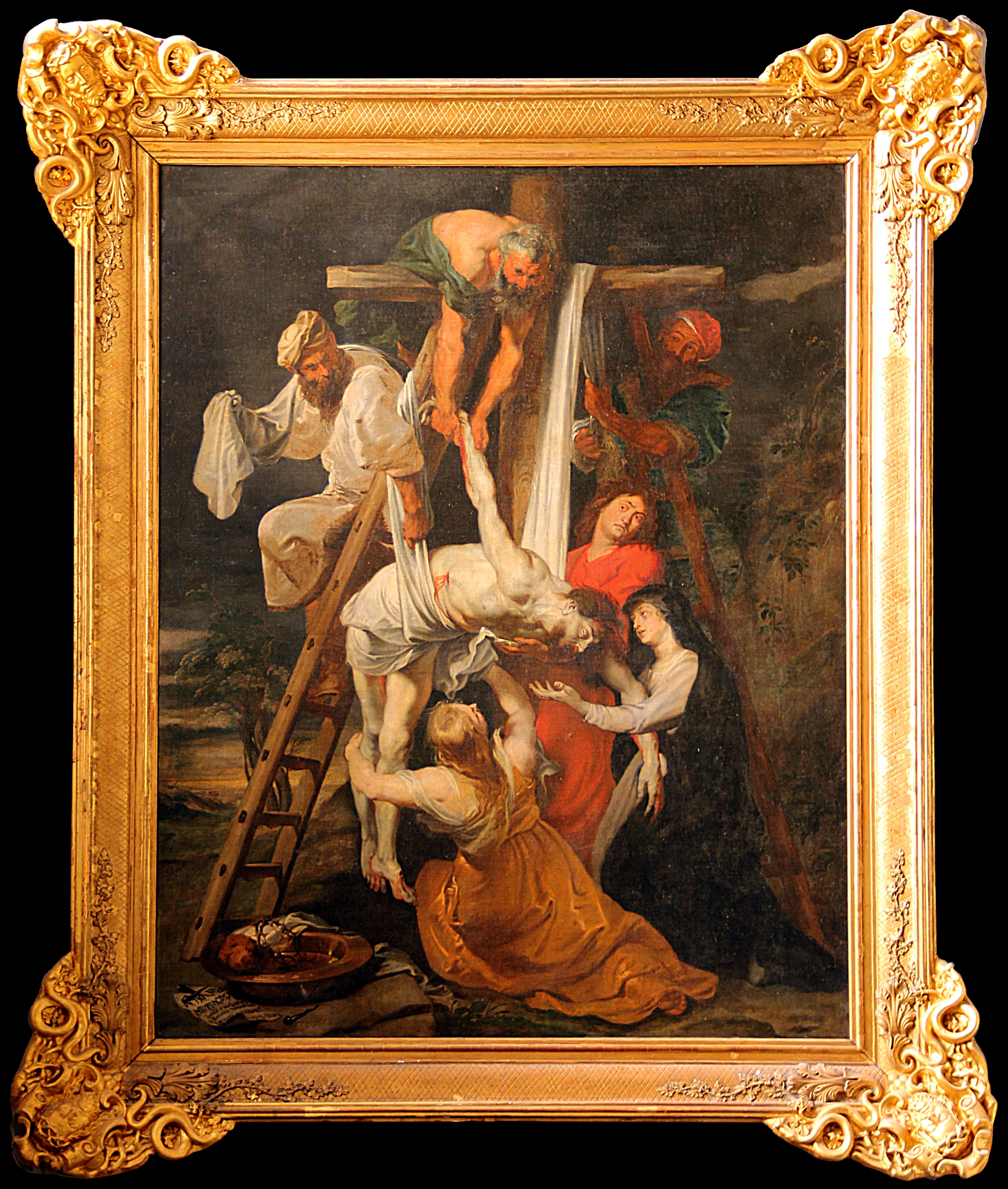
Saint-Omer, Catedral de Nuestra Señora (1616)
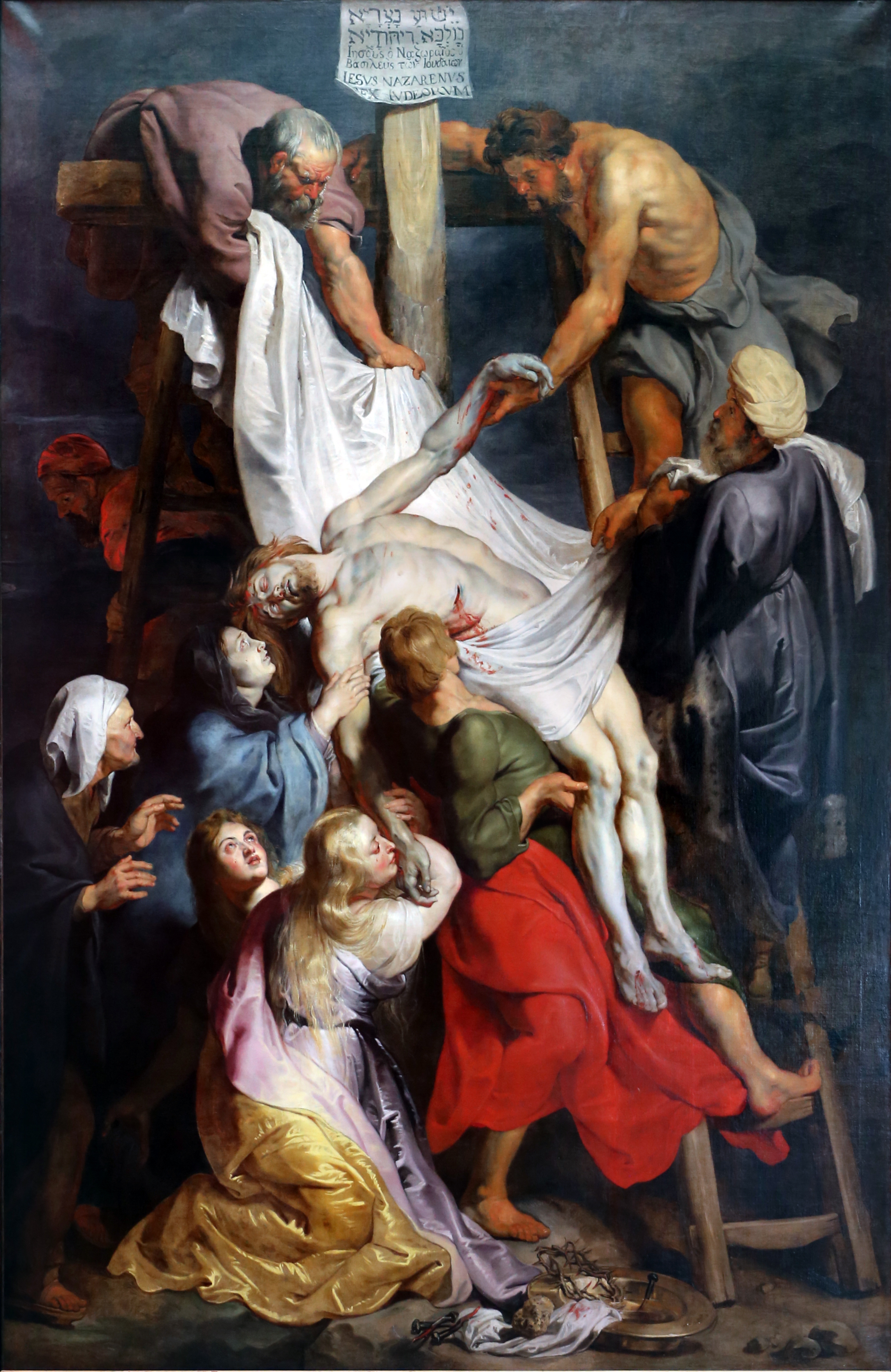
Museo de Lille (1617–1618)
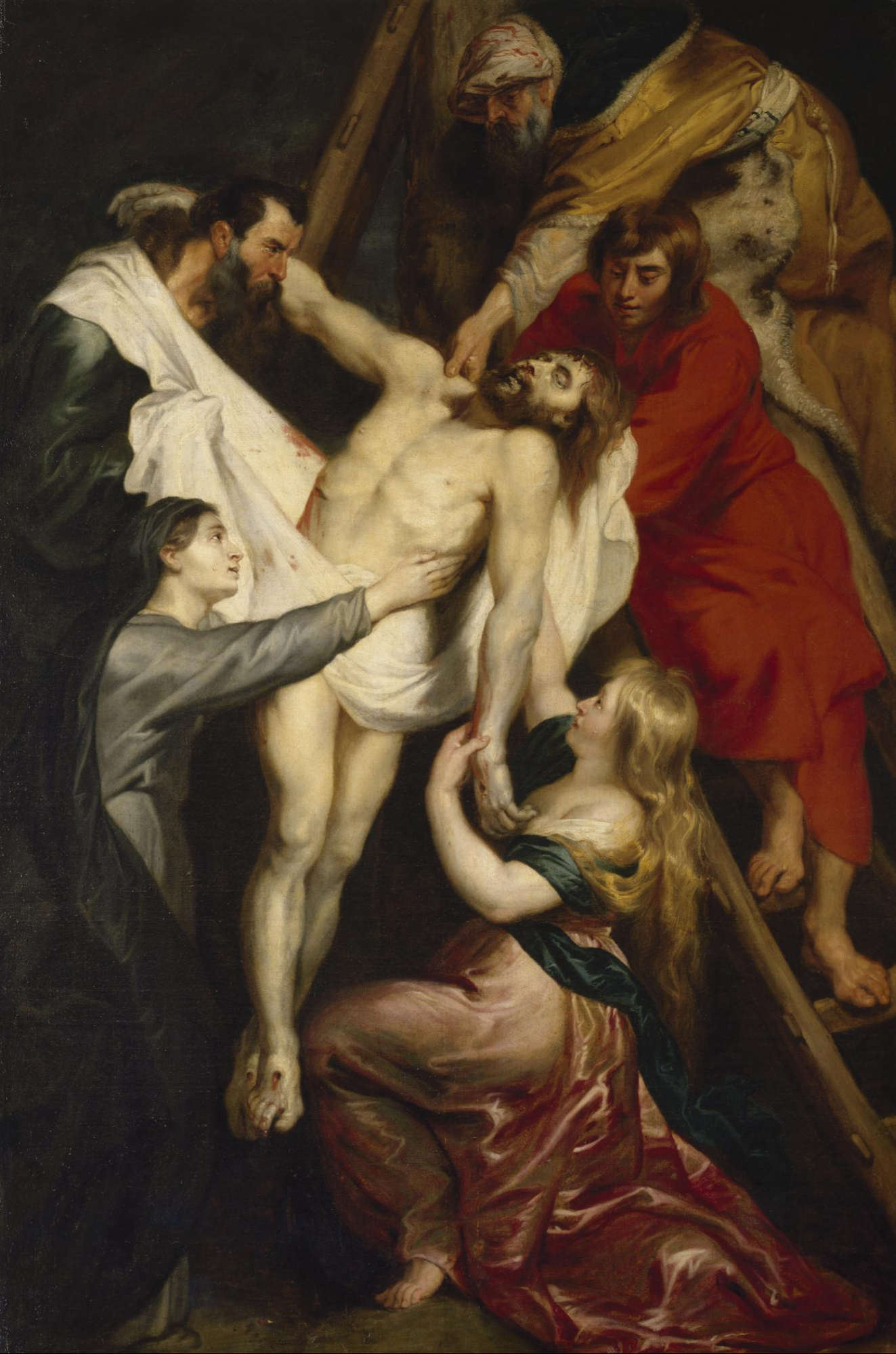
Museo del Hermitage San Petersburgo (1618)

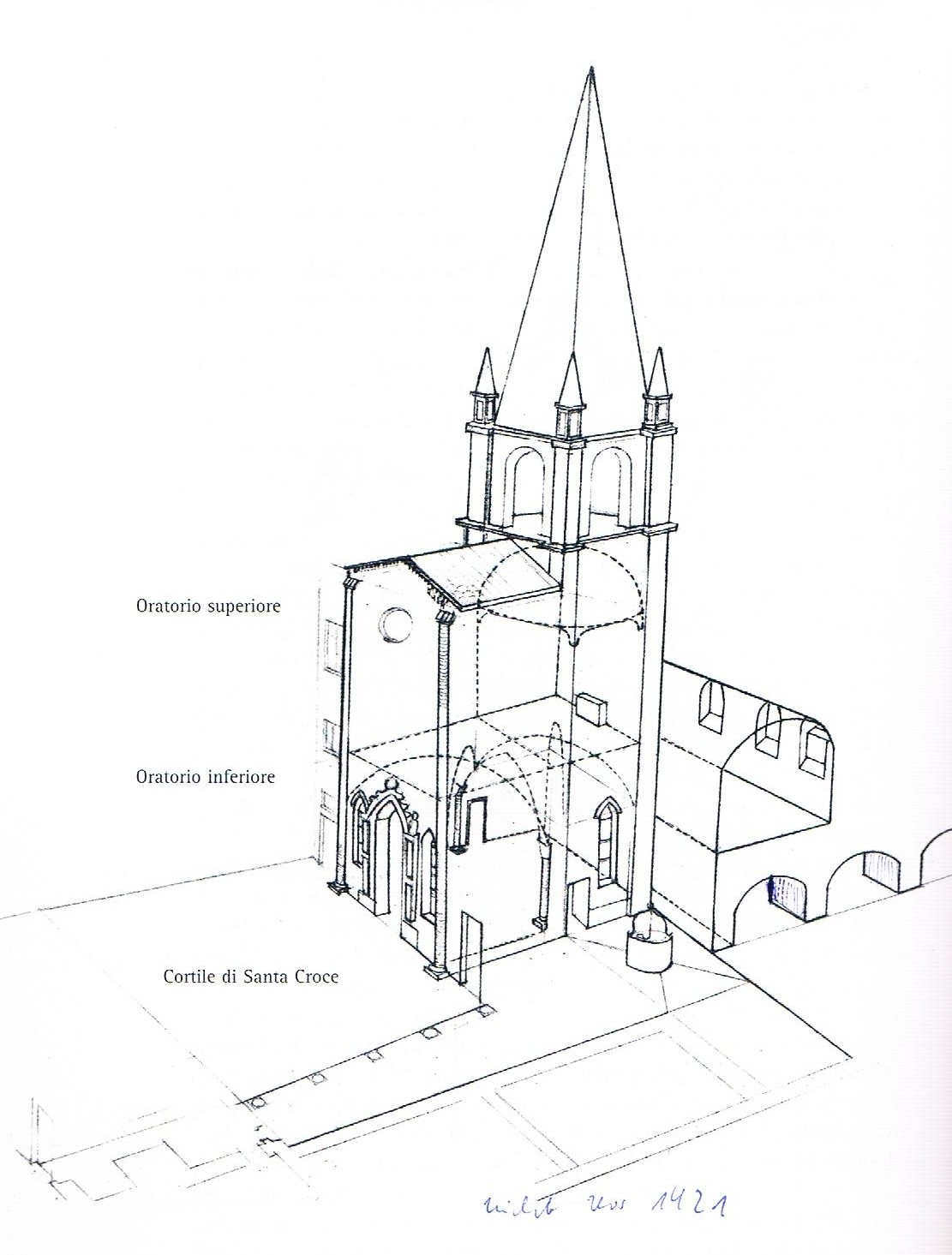
Capilla de Eleonora Gonzaga, ca 1600, reconstrucción